# Ilkka Kivimäki
Ilkka Kivimäki (20 de julio de 1949) es un copiloto de rally que ha competido en el Campeonato Mundial de Rally desde 1973 a 1993. A lo largo de su trayectoria ha disputado un total de 126 pruebas y ha logrado 19 victorias y 54 podios, palmarés que alcanzó con Markku Alén piloto con el que corrió toda su carrera.
Debutó en el Rally de Finlandia de 1973 con el piloto Pertti Lehtonen con un Saab 96 V4 y ese mismo año corrió el Rally de Gran Bretaña con Markku Alén al que acompañaría durante veinte años y con diferentes vehículos y equipos, especialmente Lancia y Fiat, marcas con las que disputó 101 rallyes.
También participó en otras pruebas, como el Rally 1000 Lagos antes de ser puntuable para el campeonato del mundo con Risto Kivimäki donde fue octavo en 1971 con un Volvo 142; el Rally de Gran Bretaña con Esa Nuutila en 1972 donde fue vigésimo en un Opel Ascona; en el Artic Rally en 1978 finalizando en la tercera posición y en 1979 donde abandonó ya con Markku Alén. Venció en el Rally de San Remo de 1986 -prueba puntuable inicialmente para el campeonato del mundo pero posteriormente anulada por la FISA- en el Giro de Italia en 1978 a bordo de un Lancia Stratos y en el Rally Costa Smeralda de 1988, prueba del Campeonato de Europa de Rally donde participó hasta en cuatro ocasiones.

## Palmarés

### Victorias en el Campeonato Mundial de Rally
| #   | Año  | Rally                 | Piloto      | Automóvil                 |
| --- | ---- | --------------------- | ----------- | ------------------------- |
| 1.  | 1975 | Rally de Portugal     | Markku Alén | Fiat 124 Abarth Spider    |
| 2.  | 1976 | Rally de Finlandia    | Markku Alén | Fiat 131 Abarth           |
| 3.  | 1977 | Rally de Portugal     | Markku Alén | Fiat 131 Abarth           |
| 4.  | 1978 | Rally de Portugal     | Markku Alén | Fiat 131 Abarth           |
| 5.  | 1978 | Rally de Finlandia    | Markku Alén | Fiat 131 Abarth           |
| 6.  | 1978 | Rally de San Remo     | Markku Alén | Fiat 131 Abarth           |
| 7.  | 1979 | Rally de Finlandia    | Markku Alén | Fiat 131 Abarth           |
| 8.  | 1980 | Rally de Finlandia    | Markku Alén | Fiat 131 Abarth           |
| 9.  | 1981 | Rally de Portugal     | Markku Alén | Fiat 131 Abarth           |
| 10. | 1983 | Rally de Córcega      | Markku Alén | Lancia Rally 037          |
| 11. | 1983 | Rally de San Remo     | Markku Alén | Lancia Rally 037          |
| 12. | 1984 | Rally de Córcega      | Markku Alén | Lancia Rally 037 evo      |
| 13. | 1986 | Rally Olympus         | Markku Alén | Lancia Delta S4           |
| 14. | 1987 | Rally de Portugal     | Markku Alén | Lancia Delta HF 4WD       |
| 15. | 1987 | Rally Acrópolis       | Markku Alén | Lancia Delta HF 4WD       |
| 16. | 1987 | Rally de Finlandia    | Markku Alén | Lancia Delta HF 4WD       |
| 17. | 1988 | Rally de Suecia       | Markku Alén | Lancia Delta HF 4WD       |
| 18. | 1988 | Rally de Finlandia    | Markku Alén | Lancia Delta HF Integrale |
| 19. | 1988 | Rally de Gran Bretaña | Markku Alén | Lancia Delta HF Integrale |